# Uhlî, Kovel
Uhlî (în ucraineană Угли) este un sat în comuna Silțe din raionul Kovel, regiunea Volînia, Ucraina.

## Demografie
Componența lingvistică a localității Uhlî
     Ucraineană (100%)
Conform recensământului din 2001, toată populația localității Uhlî era vorbitoare de ucraineană (100%).